# Байки из склепа (фильм)
«Байки из склепа» (англ. Tales from the Crypt) — кинокартина британского режиссёра Фредди Фрэнсиса 1972 года, основанная на одноимённой серии комиксов издательства AC Comics.

## Сюжет
Группа экскурсантов блуждает по катакомбам монастыря, закрытого во время правления Генриха VIII. В итоге пятеро из них натыкаются на комнату, в которой находится человек, одетый в монашескую одежду. Он говорит, что все пятеро отнюдь не случайно попали сюда. Каждому он показывает, чем кончится его биография.
1. …And All Through the House. Накануне Рождества Джоан Клейтон убивает своего старого мужа с целью получения страховки за его жизнь. Она решает представить, что это несчастный случай. По радио сообщают, что из больницы их городка сбежал маньяк, который сейчас, скорее всего, одет в костюм Санта-Клауса. Маньяк приходит к дому Клейтонов, постоянно появляется в окнах, однако женщину это не слишком смущает — она сочетает работы по перемещению трупа мужа с закрытием окон и дверей в доме. Однако дочь Джоан, которая ждёт Санта-Клауса, впускает маньяка в дом. В итоге он душит женщину.
2. Reflection of Death. Карл Мейтлэнд уезжает из дома, чтобы тайно встретиться со своей любовницей Сьюзан. Они должны поехать осмотреть её новую квартиру. По дороге Карл засыпает, а затем с криком просыпается. От неожиданности сидевшая за рулём Сьюзан теряет управление, и машина, переворачиваясь, падает с насыпи. Когда Карл приходит в себя, что-то изменилось — все, кто его видят, в ужасе шарахаются от него. Тогда он приходит в старую квартиру любовницы. Здесь выясняется, что катастрофа произошла два года назад, и тогда женщина потеряла зрение, поэтому не видит, что произошло с Карлом. Однако Карл находит зеркало, смотрит в него и видит, что его лицо — лицо давно умершего человека. От ужаса Карл кричит и просыпается… Сьюзан ведёт машину, не справляется с управлением, и машина падает с насыпи.
3. Poetic Justice. Рядом с респектабельным семейством Эллиотов живёт старый барахольщик и собачатник Артур Гримсдайк, что весьма не нравится младшему Эллиоту — Джеймсу. Молодой человек решается на провокацию — ночью он уничтожает сортовые розы у другого соседа, Беккера. Все решают, что в этом виноваты собаки Гримсдайка, в итоге полицейские конфискуют животных. В отчаянии барахольщик проводит спиритический сеанс связи со своей покойной женой, которая предупреждает его об опасности. Тем временем Эллиоты добиваются увольнения Гримсдайка с работы. Далее они настраивают против старого чудака родителей, дети которых играют с ним. После этого родители запрещают детям приходить к Гримсдайку. Наконец, Джеймс придумывает, как добить старика — молодой человек присылает ему кучу валентинок с издевательскими текстами. После этого Эллиоты неделю не видят Гримсдайка, затем выясняется, что сосед повесился. Ровно через год, в ночь перед днём святого Валентина, мёртвый Гримсдайк приходит к соседям. Наутро старший Эллиот получает валентинку — большой скомканный лист бумаги со стихами, в который завёрнуто сердце его убитого сына.
4. Wish You Were Here. Бизнесмен Ральф Джейсон находится на грани банкротства. Его друг и адвокат Чарльз Грегори советует ему продать коллекцию диковинок, собранных со всего мира. Среди них Ральф и его жена находят китайскую статуэтку, которая исполняет три желания. Энид желает много денег, в результате Ральф погибает, а его жена получает крупную сумму за страховку. Тогда Энид просит, чтобы муж вернулся домой в том состоянии, в котором был перед аварией. Гробовщики приносят домой гроб — оказывается, Ральф не погиб в аварии, а скончался перед ней от сердечного приступа. Тогда Энид просит, чтобы Ральф ожил и был жив вечно. НО выясняется, что тело Ральфа заполнено жидкостью для бальзамирования. Видя страдания ожившего мужа, Энид пытается расчленить тело, однако каждая его часть продолжает жить и страдать.
5. Blind Alleys. Майор Уильям Роджерс становится новым директором дома для престарелых слепых. Он обещает заботиться о пенсионерах, однако в итоге они вынуждены жить в холоде и голоде, так как Роджерс роскошно обустраивается в директорском кабинете. Когда слепые приходят к директору со своими претензиями, тот натравливает на них свою овчарку. Один из пенсионеров серьёзно заболевает, однако Роджерс не торопится вызвать врача. Он сам идёт посмотреть, что случилось, и обнаруживает, что слепой умер. Тогда инвалиды заманивают пса в подвал, где запирают его. После этого они идут к директору, где заявляют, что теперь их очередь отдавать приказы. Они запирают майора в помещении рядом с псом. Через несколько дней слепые выпускают Роджерса в новопостроенную в подвале вольеру, стены которой утыканы лезвиями — так, что нельзя пройти не порезавшись. А затем выпускают оголодавшего пса…

Сообщив всё это, хранитель склепа открывает двери, однако выход ведёт в огненную яму, куда попадают те, кто не успел покаяться перед смертью.

## В ролях
- Джоан Коллинз — Джоан Клейтон
- Питер Кушинг — Артур Гримсдайк
- Роберт Хаттон — мистер Бейкер
- Рой Дотрис — Чарльз Грегори
- Ричард Грин — Ральф Джейсон
- Ян Хендри — Карл Мэйтлэнд
- Патрик Мэги — Джордж Картер
- Барбара Мюррей — Энид Джейсон
- Найджел Патрик — майор Уильям Роджерс
- Робин Филлипс — Джеймс Эллиот
- Ральф Ричардсон — хранитель склепа
- Джеффри Бейлдон — экскурсовод по катакомбам
- Дэвид Маркам — Эдвард Эллиот